# Alloscirtetica paraguayensis
Alloscirtetica paraguayensis är en biart som först beskrevs av Heinrich Friese 1909.  Alloscirtetica paraguayensis ingår i släktet Alloscirtetica och familjen långtungebin. Inga underarter finns listade i Catalogue of Life.